# 裴玉環
裴玉環（越南语：／；1888年—1960年），越南阮朝官員。

## 生平
裴玉環同慶三年（1888年）出生，歷任青池知縣、永保知縣。保大元年（1926年），升安慶二項知府。保大四年（1929年），升任南策一項知府。後仕至富壽一項巡撫。保大十七年（1942年）秋，裴玉環致事。
1946年，裴玉環擔任河內市白梅區遇難士兵會會長，後被選為河南省越南國民聯合會會長。
1960年，裴玉環去世，壽七十三歲。

## 榮譽
保大十七年（1942年），裴玉環獲得殖民政府的法國榮譽軍團勳章騎士勳位（五項北斗佩星）。

## 作品
1940年裴玉環擔任富壽巡撫時，在雄王祠立《雄王祠考》碑。